# Ingemar Hedenius
Per Arvid Ingemar Hedenius, född 5 april 1908 i Stockholm, död 30 april 1982 i Uppsala, var en svensk filosof. Han var professor i praktisk filosofi i Uppsala 1947–1973. Under sin levnad var han en av Sveriges mest kända motståndare till organiserad kristendom.

## Biografi
Hedenius avlade studentexamen 1927 vid Norra Latin i Stockholm. Han studerade vid Uppsala universitet men disputerade i Lund och hans doktorsavhandling handlade om religionsfilosofen George Berkeley, Sensationalism and theology in Berkeley's philosophy. Två filosofer som fick stort inflytande på honom efter ungdomsåren var David Hume vars etik behandlades i Studies in Hume's Ethics (1937) och G.E. Moore vars A Defence of Common Sense fick honom att överge Uppsalafilosofin. Han var värdenihilist och stor Mozartbeundrare.
Ingemar Hedenius far Israel Hedenius var verksam som läkare i Stockholm. År 1923 fick han professors namn och 1927 blev han kungens livmedikus. Farfadern Per Hedenius (1828–1896) var en känd professor i patologi och under en tid rektor för Uppsala universitet. Ingemar Hedenius mor Anna, född Bergh, kom från en norsk högreståndsfamilj. Ingemar Hedenius föräldrar var religiösa.
Han är begravd på Uppsala gamla kyrkogård.

## Tro och vetande
Hedenius blev framför allt känd genom sin bok Tro och vetande (1949). I boken formulerades Den intellektuella moralens maxim, att man inte skall tro på något som det inte finns förnuftiga skäl att anse vara sant. Boken gav upphov till en av de mest omfattande kulturdebatter som förts i Sverige. Den handlade om kristendomslärans sanningsanspråk men också om kyrkans ställning i samhället. Han förkastade organiserad kristendom, åtminstone i den tappning som Svenska kyrkan ("Religionsdepartementet") utgjorde. I boken redogjorde han för tre postulat som teologin inte uppfyller och därmed omöjliggör en rationell diskussion om religion. Enligt Hedenius gör detta att teologin inte kan klassas som vetenskap, utan snarare tillhör kvasivetenskaperna:
- Det religionspsykologiska postulatet: En religiös tro innehåller försanthållanden av metafysiska antaganden som vetenskap och empiri varken kan verifiera eller falsifiera, till exempel påståenden om Guds existens eller själens odödlighet.
- Det språkteoretiska postulatet: Det måste vara möjligt att meddela även icke-troende innebörden i de religiösa uppfattningarna och upplevelserna.
- Det logiska postulatet: Två sanningar kan inte motsäga varandra. Av två motsägande satser kan högst en enda vara sann. Teologin försanthåller inte bara teser som motsäger det vi vet om verkligheten (första postulatet) utan accepterar också inre motsägelser, till exempel det olösta och enligt Hedenius olösbara teodicéproblemet (Gud som allsmäktig och kärleksfull visavi ondskans oberoende existens).

Hedenius menade att kristendomen bryter mot detta, och att kristendomen därmed är förnuftsvidrig. Kritiken bidrog bland annat till att religionsvetenskap (studiet av religioner och deras utveckling) särskiljdes från teologin och blev en areligiös akademisk disciplin.

## Hedenius eftermäle
Svante Nordin, professor i idé- och lärdomshistoria i Lund, utkom 2004 med boken Ingemar Hedenius: en filosof och hans tid. Den ger på basis av ett rikt brev- och dokumentmaterial en bild av Ingemar Hedenius. Enligt baksidestexten var han "en person med starka musikaliska, konstnärliga och litterära intressen. Som flöjtspelare uppträdde han gärna, också inför offentligheten. [...] grov i mun och penna i förhållande till fiender och meningsmotståndare, vek och känslig i umgänget med sina vänner. Somliga såg i honom framför allt en grobian. Andra uppfattade flöjttonen av skönhetslängtan och livsmystik." 
Förbundet Humanisterna delar sedan några år ut ett årligt pris till Hedenius minne, kallat Hedenius-priset.